# امیرحسین خان‌شهری
امیرحسین خان شهری (زاده ۱۳۲۵ در تهران) بازیگر سینما اهل ایران است.

## سینما
- آن سوی آینه (۱۳۷۶)
- آرزوی بزرگ (۱۳۷۳)
- دل و دشنه (۱۳۷۳)
- مروارید سیاه (۱۳۷۳)
- بلوف (۱۳۷۲)
- پنجاه روز التهاب (۱۳۷۲)
- بیا با من (۱۳۷۱)
- دیدار در استانبول (۱۳۷۰)
- ردپای گرگ (۱۳۷۱)
- عشق و مرگ (۱۳۶۹)
- دل نمک (۱۳۶۸)
- زمزمه (۱۳۶۶)
- گردباد (۱۳۶۴)
- فصل خون (۱۳۶۰)
- الکی خوش (۱۳۵۳)
- رضا موتوری (۱۳۴۹)